# Vogtland
Vogtland este o regiune situată între landurile Saxonia, Turingia și Bavaria din Germania și regiunea Egerland din Cehia. Numele provine din trecut de la Vogtul care a administrat regiunile Weida, Gera și Plauen. Termenul istoric corect ar fi „Vogtul Boemiei” (prefectura Boemiei) care era subordonat regelui Boemiei, funcție cedată în anul 1322 de „Ludwig” Bavariei.

## Geografie
Regiunea are un peisaj idilic cu câmpii, pășuni și dealuri cu păduri. La sud se află „Obere Vogtland” și altitudinea regiunii crește odată cu apropierea de Mittelgebirge, predomină monoculturile și pădurile de conifere. Muntele cel mai înalt din regiune este Schneehübel (974 m) care se află la marginea munților Erzgebirge, urmat de vârfurile Aschberg (936 m) de lângă Klingenthal și Schneckenstein (883 m).
În Vogtland izvorăsc râurile Weiße Elster, Zwickauer Mulde și Göltzsch. Landul este traversat de Saale care are pe cursul său poduri impozante printre care se numără Göltzschtalbrücke, Elstertalbrücke, precum și „Friedensbrücke” (Podul Păcii), cel mai mare pod de piatră din Europa.

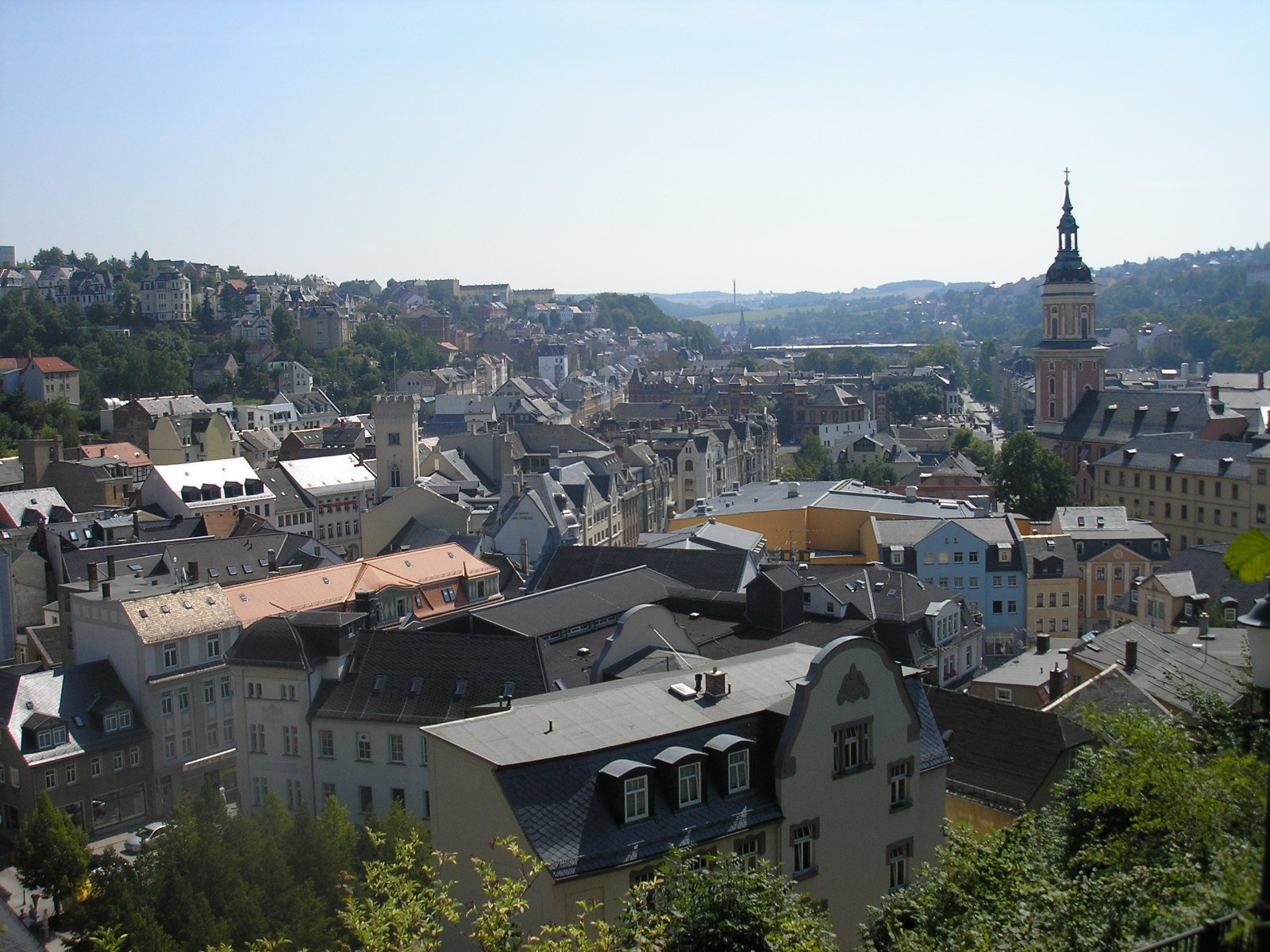

Barajele mai importante din regiune sunt Talsperre Pöhl (Trieb),  Talsperre Pirk (Weiße Elster),  Bleilochtalsperre (Saale) și Untreusee.
Regiunile vecine cu Vogtland sunt Frankenwald, Erzgebirge, Thüringer Schiefergebirge și Fichtelgebirge. Partea din Vogtland ce aparține Saxoniei este declarat Parcul Național Erzgebirge-Vogtland. În Vogtland au loc frecvent cutremure, fiind considerată din punct de vedere geologic regiunea vulcanică cea mai activă din Europa. Aici se află stațiuni balneare cu izvoare de ape minerale precum Bad Elster și Bad Brambach.

## Orașe în Vogtland

### Saxonia
1. Plauen,
2. Reichenbach,
3. Rodewisch, Auerbach,
4. Lengenfeld,
5. Elsterberg,
6. Falkenstein,
7. Klingenthal,
8. Oelsnitz,
9. Pausa,
10. Bad Brambach,
11. Bad Elster,
12. Adorf,
13. Schöneck,
14. Treuen,
15. Mylau și
16. Markneukirchen

### Turingia
Greiz,  Zeulenroda-Triebes, Hohenleuben, Berga, Ronneburg, Auma, Münchenbernsdorf, Schleiz și Weida.

### Bavaria
Hof, Selb, Schönwald și Rehau din Franconia Superioară

### Boemia Cehia
Aš (Asch), Cheb (Eger), Luby (Schönbach), Hranice u Aše (Roßbach)